# Хектор, Сара
Са́ра Мария Хе́ктор (швед. Sara Maria Hector; род. 4 сентября 1992, Sandviken parish, Евлеборг) — шведская горнолыжница, олимпийская чемпионка 2022 года в гигантском слаломе, четырёхкратный призёр чемпионатов мира в командном первенстве (2011, 2015, 2021, 2025). Специализируется в технических дисциплинах, наиболее успешно выступает в гигантском слаломе.

## Карьера

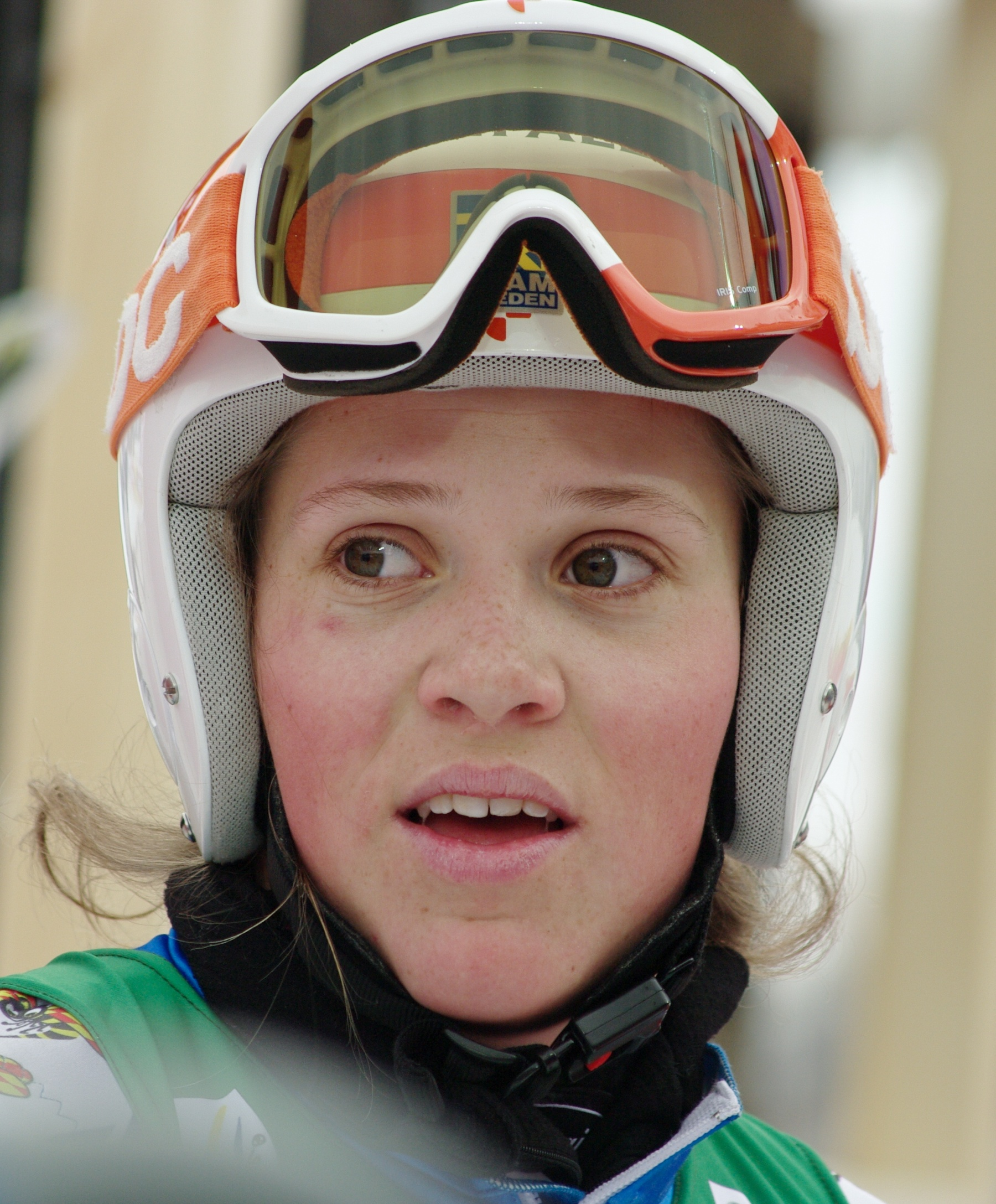
Хектор в 2010 году

В соревнованиях под эгидой FIS Хектор начала выступать с декабря 2007 года. В конце 2009 года шведка дебютировала на Кубке мира. В этот же период она завоевала первую медаль на юниорских чемпионатах мира: на первенстве 2010 года она завоевала бронзу в слаломе. Через год, в Кран-Монтане она стала чемпионкой мира в гигантском слаломе, а в 2012 году завоевала в этой дисциплине серебряную медаль, собрав полный комплект медалей юниорских первенств мира.
В 2011 году 18-летняя Хектор вошла в состав шведской сборной на чемпионат мира, где индивидуально выступила лишь в гигантском слаломе и заняла в нём 17-е место. Кроме того завоевала бронзовую медаль вместе со сборной в командных соревнованиях.
На Олимпиаде в Сочи шведка выступила в трёх видах программы. Её лучшим результатом стало тринадцатое место в комбинации.
В сезоне 2014/15 Хектор впервые попала на подиум, став второй в гигантском слаломе на домашнем этапе в Оре. В конце 2014 года в австрийском Кюхтау Сара выиграла соревнования в гигантском слаломе, одержав первую победу в карьере.
В декабре 2020 года заняла второе место в гигантском слаломе на этапе Кубка мира в Куршевеле, уступив итальянке Марте Бассино.
Через год, 21 декабря 2021 года, там же в Куршевеле вновь была второй в гигантском слаломе, проиграв только американке Микаэле Шиффрин. На следующий день после второго места Сара выиграла гигантский слалом в Куршевеле, опередив Шиффрин на 0,35 сек. 28 декабря стала третьей в гигантском слаломе в австрийском Лиенце. Таким образом, за одну неделю декабря 2021 года Сара столько же раз попадала на подиум на этапах Кубка мира, сколько за всю карьеру до этого. 8 января 2022 года победила в гигантском слаломе на этапе Кубка мира в Краньске-Горе. 25 января выиграла ещё один гигантский слалом в итальянском Кронплаце, опередив на 0,15 сек Петру Вльгову.
На Олимпийских играх 2022 года в Пекине Сара в третий день соревнований 7 февраля завоевала золотую медаль в гигантском слаломе, опередив на 0,28 сек Федерику Бриньоне. Хектор стала четвёртой шведкой в истории, выигравшей олимпийское золото в горнолыжном спорте (после Перниллы Виберг, Ани Персон и Фриды Хансдоттер). 9 февраля Хектор занимала третье место после первого спуска в слаломе, но не сумела финишировать во второй попытке.
20 января 2024 года впервые за два года выиграла этап Кубка мира. В словацкой Ясне Хектор стала лучшеий в гигантском слаломе, Шиффрин отстала на 1,52 сек, Элис Робинсон — на 2,71 сек, а все остальные проиграли более 4 секунд.
В 2025 году на чемпионате мира в Зальбахе в смешанных командных соревнованиях в параллельной дисциплине завоевала бронзовую медаль, в полуфинале уступив итальянцам, а в поединке за третье место одолев американцев.

## Результаты на крупнейших соревнованиях

### Зимние Олимпийские игры
| Олимпийские игры | Скоростной спуск | Супергигант | Гигантский слалом | Слалом | Комбинация | Команды |
| ---------------- | ---------------- | ----------- | ----------------- | ------ | ---------- | ------- |
| 2014 Coчи        | 25               | 21          | —                 | —      | 13         | н/д     |
| 2018 Пхёнчхан    | —                | —           | 10                | —      | —          | —       |
| 2022 Пекин       | —                | —           | 1                 | DNF2   | —          | —       |

### Чемпионаты мира
| Чемпионат мира           | Скоростной спуск | Супергигант | Гигантский слалом | Слалом | Комбинация | Команды | Паралл. гигантский слалом |
| ------------------------ | ---------------- | ----------- | ----------------- | ------ | ---------- | ------- | ------------------------- |
| 2011 Гармиш-Партенкирхен | —                | —           | 17                | —      | —          | 3       | н/д                       |
| 2013 Шладминг            | 26               | DNS         | DNF2              | —      | 9          | —       | н/д                       |
| 2015 Вейл/Бивер-Крик     | —                | —           | 10                | 23     | —          | 3       | н/д                       |
| 2017 Санкт-Мориц         | —                | —           | 9                 | —      | —          | —       | н/д                       |
| 2019 Оре                 | —                | —           | 7                 | —      | —          | —       | н/д                       |
| 2021 Кортина-д’Ампеццо   | —                | —           | DNF2              | 13     | —          | 2       | BQLF                      |
| 2023 Мерибель            | —                | —           | 13                | 7      | —          | 11      | 8                         |
| 2025 Зальбах             | —                | —           | 6                 | DNF2   | —          | 3       | н/д                       |

### Результаты в Кубке мира
| Сезон   | Общий зачёт | Слалом | Гигантский слалом | Супергигант | Скоростной спуск | Комбинация |
| ------- | ----------- | ------ | ----------------- | ----------- | ---------------- | ---------- |
| 2009/10 | 120         | —      | 45                | —           | —                | —          |
| 2010/11 | 93          | —      | 32                | —           | —                | —          |
| 2011/12 | 102         | —      | 41                | —           | —                | —          |
| 2012/13 | 80          | 48     | 37                | 47          | —                | —          |
| 2013/14 | 61          | —      | 26                | —           | —                | 5          |

### Призовые места на этапах Кубка мира (24)
| №  | Сезон   | Дата         | Место         | Дисциплина        | Место |
| -- | ------- | ------------ | ------------- | ----------------- | ----- |
| 1  | 2014/15 | 12 дек 2014  | Оре           | Гигантский слалом | 2     |
| 2  | 2014/15 | 29 дек 2014  | Кюхтау        | Гигантский слалом | 1     |
| 3  | 2020/21 | 12 дек 2020  | Куршевель     | Гигантский слалом | 2     |
| 4  | 2021/22 | 21 дек 2021  | Куршевель     | Гигантский слалом | 2     |
| 5  | 2021/22 | 22 дек 2021  | Куршевель     | Гигантский слалом | 1     |
| 6  | 2021/22 | 28 дек 2021  | Лиенц         | Гигантский слалом | 3     |
| 7  | 2021/22 | 8 янв 2022   | Краньска-Гора | Гигантский слалом | 1     |
| 8  | 2021/22 | 25 янв 2022  | Кронплац      | Гигантский слалом | 1     |
| 9  | 2021/22 | 6 мар 2022   | Ленцерхайде   | Гигантский слалом | 3     |
| 10 | 2022/23 | 26 ноя 2022  | Киллингтон    | Гигантский слалом | 3     |
| 11 | 2022/23 | 10 дек 2022  | Сестриере     | Гигантский слалом | 2     |
| 12 | 2022/23 | 25 янв 2023  | Кронплац      | Гигантский слалом | 3     |
| 13 | 2022/23 | 10 мар 2023  | Оре           | Гигантский слалом | 3     |
| 14 | 2023/24 | 28 дек 2022  | Лиенц         | Гигантский слалом | 3     |
| 15 | 2023/24 | 16 янв 2024  | Флахау        | Слалом            | 3     |
| 16 | 2023/24 | 20 янв 2024  | Ясна          | Гигантский слалом | 1     |
| 17 | 2023/24 | 30 янв 2024  | Кронплац      | Гигантский слалом | 2     |
| 18 | 2023/24 | 9 марта 2024 | Оре           | Гигантский слалом | 2     |
| 19 | 2024/25 | 30 ноя 2024  | Киллингтон    | Гигантский слалом | 1     |
| 20 | 2024/25 | 28 дек 2024  | Земмеринг     | Гигантский слалом | 2     |
| 21 | 2024/25 | 4 янв 2025   | Краньска-Гора | Гигантский слалом | 1     |
| 22 | 2024/25 | 14 янв 2025  | Флахау        | Слалом            | 3     |
| 23 | 2024/25 | 30 янв 2025  | Куршевель     | Слалом            | 2     |
| 24 | 2024/25 | 25 мар 2025  | Сан-Валли     | Гигантский слалом | 3     |